# WWE Clash
WWE Clash at the Castle est un événement de catch (lutte professionnelle) produit par la World Wrestling Entertainment (WWE), une fédération de catch américaine, qui est diffusé en direct et disponible en pay-per-view (PPV) ainsi que sur le WWE Network.  La première édition de ce événement a eu lieu le 3 septembre 2022.

## Historique
| # | Événement                     | Date             | Ville                          | Lieu                   | Main Event                                                                                            | Spectateurs |
| - | ----------------------------- | ---------------- | ------------------------------ | ---------------------- | --- | ----------- |
| 1 | Clash at the Castle (2022)    | 3 septembre 2022 | Cardiff ( Pays de Galles)      | Principality Stadium   | Roman Reigns (c) (avec Paul Heyman) contre Drew McIntyre pour l'Undisputed WWE Universal Championship | 62 296      |
| 2 | Clash at the Castle: Scotland | 15 juin 2024     | Glasgow ( Écosse)              | OVO Hydro              | Damian Priest (c) contre Drew McIntyre pour le WWE World Heavyweight Championship                     | 11 391      |
| 2 | Clash in Paris                | 31 août 2025     | La Défense, Nanterre ( France) | Paris La Défense Arena | À venir                                                                                               | À venir     |